# Elimaea aliena
Elimaea aliena är en insektsart som först beskrevs av Walker, F. 1869.  Elimaea aliena ingår i släktet Elimaea och familjen vårtbitare. Inga underarter finns listade i Catalogue of Life.